# Chlamydatus opacus
Chlamydatus opacus är en insektsart som först beskrevs av Zetterstedt 1838.  Chlamydatus opacus ingår i släktet Chlamydatus och familjen ängsskinnbaggar. Arten är reproducerande i Sverige. Inga underarter finns listade i Catalogue of Life.